# Glenea diversesignata
Glenea diversesignata là một loài bọ cánh cứng trong họ Cerambycidae.